# Faeröers voetbalelftal in 1996
Het Faeröers voetbalelftal speelde in totaal zeven interlands in het jaar 1996, waarvan vijf duels in de kwalificatiereeks voor het WK voetbal 1998 in Frankrijk. De nationale selectie stond voor het derde opeenvolgende jaar onder leiding van de Deense bondscoach Allan Simonsen, de opvolger van de eind 1993 opgestapte Páll Guðlaugsson. Op de in 1993 geïntroduceerde FIFA-wereldranglijst zakte Faeröer in 1996 van de 122ste (januari 1996) naar de 135ste plaats (december 1996).

## Balans
| Wedstrijden | Wedstrijden | Wedstrijden | Wedstrijden | Doelpunten | Doelpunten | Doelpunten | Punten |
| Gespeeld    | Winst       | Gelijk      | Verlies     | Voor       | Tegen      | Saldo      | Punten |
| ----------- | ----------- | ----------- | ----------- | ---------- | ---------- | ---------- | ------ |
| 7           | 0           | 1           | 6           | 7          | 27         | –20        | 0.143  |

## Interlands
|                                                                 |                                     |       |                                         |                                                                                      |
| 24 februari Vriendschappelijk № 38 «onderlinge duels» 19:00 uur | Estland                             | 2 – 2 | Faeröer                                 | GSZ Stadion, Larnaca Toeschouwers: 2.000 Scheidsrechter: Yiannakis Kyprianides (CYP) |
| 24 februari Vriendschappelijk № 38 «onderlinge duels» 19:00 uur | Marko Kristal 13' Lembit Rajala 45' |       | 30' Oli Johannesen 45' Henning Jarnskor | GSZ Stadion, Larnaca Toeschouwers: 2.000 Scheidsrechter: Yiannakis Kyprianides (CYP) |

|                                                                 |                                                                    |       |         |                                                                                            |
| 27 februari Vriendschappelijk № 39 «onderlinge duels» 10:00 uur | Azerbeidzjan                                                       | 3 – 0 | Faeröer | Antonis Papadopoulos Stadion, Larnaca Toeschouwers: 56 Scheidsrechter: Rune Pedersen (NOR) |
| 27 februari Vriendschappelijk № 39 «onderlinge duels» 10:00 uur | Vyaçeslav Lıçkin 10' Yunis Hüseynov 23' (pen.) Qurban Qurbanov 30' |       |         | Antonis Papadopoulos Stadion, Larnaca Toeschouwers: 56 Scheidsrechter: Rune Pedersen (NOR) |

|                                                            |                                                            |       |                   |                                                                                        |
| 24 april WK-kwalificatie № 40 «onderlinge duels» 18:00 uur | Joegoslavië                                                | 3 – 1 | Faeröer           | Stadion Crvene Zvezde, Belgrado Toeschouwers: 16.325 Scheidsrechter: Roland Beck (LIE) |
| 24 april WK-kwalificatie № 40 «onderlinge duels» 18:00 uur | Dejan Savićević 18' Dejan Savićević 19' Savo Milošević 38' |       | 54' John Petersen | Stadion Crvene Zvezde, Belgrado Toeschouwers: 16.325 Scheidsrechter: Roland Beck (LIE) |

|                                                               |                |       |                                         |                                                                            |
| 31 augustus WK-kwalificatie № 41 «onderlinge duels» 16:00 uur | Faeröer        | 1 – 2 | Slowakije                               | Svangaskarð, Toftir Toeschouwers: 10.798 Scheidsrechter: Terje Hauge (NOR) |
| 31 augustus WK-kwalificatie № 41 «onderlinge duels» 16:00 uur | Jan Müller 60' |       | 13' Ľubomír Moravčík 89' Peter Dubovský | Svangaskarð, Toftir Toeschouwers: 10.798 Scheidsrechter: Terje Hauge (NOR) |

|                                                               |                               |       | |                                                                              |
| 4 september WK-kwalificatie № 42 «onderlinge duels» 18:45 uur | Faeröer                       | 2 – 6 | Spanje | Svangaskarð, Toftir Toeschouwers: 4.200 Scheidsrechter: Philippe Leduc (FRA) |
| 4 september WK-kwalificatie № 42 «onderlinge duels» 18:45 uur | Todi Jónsson 46' Uni Arge 90' |       | 37' Luis Enrique 63' Alfonso Pérez 70' (e.d.) Óli Johannesen 84' Alfonso Pérez 85' Fernando Hierro 87' Alfonso Pérez | Svangaskarð, Toftir Toeschouwers: 4.200 Scheidsrechter: Philippe Leduc (FRA) |

|                                                             |                |       | |                                                                             |
| 6 oktober WK-kwalificatie № 43 «onderlinge duels» 16:00 uur | Faeröer        | 1 – 8 | Joegoslavië | Svangaskarð, Toftir Toeschouwers: 1.017 Scheidsrechter: Leslie Irvine (NIR) |
| 6 oktober WK-kwalificatie № 43 «onderlinge duels» 16:00 uur | Jan Müller 28' |       | 7' Savo Milošević 20' Slaviša Jokanović 30' Predrag Mijatović 36' Savo Milošević 45' Savo Milošević 57' Slaviša Jokanović 68' Vladimir Jugović 90' (pen.) Dragan Stojković | Svangaskarð, Toftir Toeschouwers: 1.017 Scheidsrechter: Leslie Irvine (NIR) |

|                                                              |                                                              |       |         |                                                                                 |
| 23 oktober WK-kwalificatie № 44 «onderlinge duels» 18:00 uur | Slowakije                                                    | 3 – 0 | Faeröer | Tehelné pole, Bratislava Toeschouwers: 5.442 Scheidsrechter: Salem Prolić (GRE) |
| 23 oktober WK-kwalificatie № 44 «onderlinge duels» 18:00 uur | Peter Dubovský 20' Tibor Jančula 44' Július Šimon 57' (pen.) |       |         | Tehelné pole, Bratislava Toeschouwers: 5.442 Scheidsrechter: Salem Prolić (GRE) |

## FIFA-wereldranglijst
| JAN | FEB | MAR | APR | MEI | JUN | JUL | AUG | SEP | OKT | NOV | DEC |
| --- | --- | --- | --- | --- | --- | --- | --- | --- | --- | --- | --- |
| 122 | 125 | 125 | 119 | 118 | 118 | 134 | 137 | 133 | 136 | 135 | 135 |

## Statistieken
| Jens Martin Knudsen  | 1967-06-11 | GÍ Gøta            | 6 | 0 | 0 | 37 | 0 |
| Jákup Mikkelsen      | 1970-08-14 | Herfølge BK        | 1 | 0 | 0 | 3  | 0 |
| Verdediging          |            |                    |   |   |   |    |   |
| Óli Johannesen       | 1972-05-06 | B36 Tórshavn       | 7 | 0 | 1 | 25 | 1 |
| Jan Dam              | 1968-09-07 | KÍ Klaksvík        | 6 | 0 | 0 | 30 | 1 |
| Jens Kristian Hansen | 1971-09-03 | B36 Tórshavn       | 6 | 0 | 0 | 16 | 1 |
| Allan Joensen        | 1974-01-03 | KÍ Klaksvík        | 3 | 1 | 0 | 8  | 0 |
| Andreas Hansen       | 1966-11-18 | HB Tórshavn        | 3 | 0 | 0 | 4  | 0 |
| Simún Eliasen        | 1974-11-24 | ÍF Fuglafjørður    | 0 | 2 | 0 | 2  | 0 |
| Poul Ennigarð        | 1977-07-29 | GÍ Gøta            | 0 | 1 | 0 | 1  | 0 |
| Janus Rasmussen      | 1965-06-02 | GÍ Gøta            | 0 | 1 | 0 | 10 | 0 |
| Middenveld           |            |                    |   |   |   |    |   |
| Julian Johnsson      | 1975-02-24 | B36 Tórshavn       | 6 | 1 | 0 | 12 | 1 |
| Allan Mørkøre        | 1971-11-22 | KÍ Klaksvík        | 6 | 0 | 0 | 29 | 1 |
| Henning Jarnskor     | 1972-11-15 | GÍ Gøta            | 5 | 1 | 1 | 17 | 1 |
| Øssur Hansen         | 1971-01-07 | B68 Toftir         | 5 | 1 | 0 | 22 | 0 |
| Jens Erik Rasmussen  | 1968-06-02 | 07 Vestur Sørvágur | 3 | 0 | 0 | 20 | 1 |
| Magni Jarnskor       | 1968-11-16 | GÍ Gøta            | 2 | 1 | 0 | 21 | 0 |
| Harley Bertholdsen   | 1969-03-10 | KÍ Klaksvík        | 1 | 0 | 0 | 5  | 0 |
| Rúni Nolsøe          | 1971-05-21 | HB Tórshavn        | 0 | 1 | 0 | 2  | 0 |
| Aanval               |            |                    |   |   |   |    |   |
| Jan Allan Müller     | 1969-07-25 | Esbjerg fB         | 6 | 1 | 2 | 28 | 3 |
| John Petersen        | 1972-04-22 | GÍ Gøta            | 5 | 0 | 1 | 7  | 1 |
| Todi Jónsson         | 1972-02-02 | Lyngby BK          | 3 | 1 | 1 | 25 | 6 |
| Kurt Mørkøre         | 1969-02-02 | KÍ Klaksvík        | 2 | 0 | 0 | 25 | 1 |
| Uni Arge             | 1971-01-21 | HB Tórshavn        | 1 | 5 | 1 | 12 | 2 |

FSF · A-internationals · Statistieken · Bondscoaches · Faeröers vrouwenelftal · Faeröer U21 · Faeröer U20 · Faeröer U19 · Faeröer U18 · Faeröer U17 · Faeröer U16
1980 – 1989 ·
1990 – 1999 ·
2000 – 2009 ·
2010 – 2019 ·
2020 – 2029
1988 · 
1989 · 
1990 ·
1991 · 
1992 · 
1993 · 
1994 · 
1995 · 
1996 · 
1997 · 
1998 · 
1999 · 
2000 · 
2001 · 
2002 · 
2003 · 
2004 · 
2005 · 
2006 · 
2007 · 
2008 · 
2009 · 
2010 · 
2011 · 
2012 · 
2013 · 
2014 · 
2015 · 
2016 ·
2017 ·
2018 ·
2019 ·
2020 ·
2021 ·
2022 ·
2023 ·
2024
Albanië ·
Andorra ·
Armenië ·
Azerbeidzjan ·
België ·
Bosnië en Herzegovina ·
Canada ·
Cyprus ·
Denemarken ·
Duitsland ·
Estland ·
Finland ·
Frankrijk ·
Georgië ·
Gibraltar ·
Griekenland ·
Hongarije ·
Ierland ·
IJsland ·
Israël ·
Italië ·
Joegoslavië ·
Kazachstan ·
Kosovo ·
Letland · 
Liechtenstein ·
Litouwen ·
Luxemburg ·
Malta ·
Moldavië ·
Nederland ·
Noord-Ierland ·
Noord-Macedonië ·
Noorwegen ·
Oekraïne ·
Oostenrijk ·
Polen ·
Portugal ·
Roemenië ·
Rusland ·
San Marino ·
Schotland ·
Servië ·
Servië en Montenegro · 
Slovenië ·
Slowakije ·
Spanje ·
Thailand ·
Tsjechië ·
Tsjecho-Slowakije ·
Turkije ·
Wales ·
Zweden ·
Zwitserland